# 城陽郡
城陽郡，中國古郡名。西漢高帝時始置，郡治在莒縣（治所在今山東省莒縣城陽鎮），屢改為城陽國。東漢初省併，漢末曹操復置。西晉末年廢。
秦代其地屬齊郡。漢高帝時为劉肥齊國支郡，曾為呂女魯元公主之湯沐邑。漢文帝元年（前179年）復歸齊國。文帝二年，分城陽郡置城陽國，封劉肥之子朱虛侯劉章為城陽王。文帝十二年（前168年），徙城陽王劉喜為淮南王，城陽除為郡。十六年，又徙淮南王喜為城陽王。此時城陽國大致相當於今山東省莒縣、五蓮縣、沂水縣、沂南縣、莒南縣、臨沭縣、費縣、棗莊市山亭區一帶，國都為莒縣。漢武帝以後，從城陽郡分封出東莞、雷、辟土（壁土）、利鄉、有利、南城、東平、運平、山州、海常、騶丘、廣陵、杜、昌、蕢（即費縣）、虖葭（雩殷）、原洛（石洛）、挾（校、祓）、校、鱣（襄賁）、彭、瓠、虛水、麥、巨合、挾術、文、庸、翟、東淮、拘、淯、江陽、高鄉、茲鄉、都平、棗、箕、即來、籍陽、庸（譚、談）、昆山、折泉、博石、房山、式、要安、石山、都陽、參封、伊鄉、桃共五十三個侯國，分屬琅邪郡、東海郡、泰山郡、北海郡，是漢代分封侯國最多的一郡。漢成帝元延四年（前9年），城陽國僅餘四縣：莒、陽都、東安、慮，轄境大致相當於今莒縣、沂南及沂水部份地區。漢平帝元始二年（2年），全國有56642戶，205784人。屬兖州刺史部。王莽改城陽為莒陵。東漢建武十三年（37年）省城陽國，其地併入琅邪郡。
漢獻帝建安三年（198年），曹操析琅邪郡、北海郡、東萊郡、東海郡等地置城陽郡、利城郡、昌慮郡。城陽郡領東武、莒、諸、姑幕、壯武、淳于、高密、昌安、平昌、夷安、安丘、黔陬，改屬青州刺史部。郡治在東武縣。西晉太康初，城陽郡移治莒縣，領莒、姑幕、諸、淳于、東武、高密、壯武、黔陬、昌安、平昌十縣。太康三年（282年），分莒、姑幕、諸、東武四縣入東莞郡。晉惠帝元康末年（約299年），又分城陽郡其餘數縣置平昌郡、高密國，城陽郡遂廢。